# ديم (عملة معماة)
ديم (بالإنجليزية: Diem) هو الاسم الجديد لمشروع نظام دفع وعملة معماة حاولت شركة فيسبوك وشركاؤها طرحها للتداول تحت اسم ليبرا، ففي 1 ديسمبر 2020، أعلنت جمعية ليبرا، التي تسير مشروع العملة المشفرة ونظام الدفع، أنه تمت إعادة تسمية المشروع ليصبح ديم. وتأخذ العملة اسمها من الكلمة اللاتينية يوم للإشارة إلى كونها بداية جديدة للمشروع. والعملة ستكون مدعومة بالدولار بشكل مبدئي. وسيدار مشروع العملة الرقمية من طرف مؤسسة ديم وهي منظمة سيكون مقرها في جنيف، ستعمل على تسيير شركة ديم نيتورك التي ستعمل كمشغل لنظام الدفع ويضم المشروع بالإضافة إلى ديم نتورك المعروفة سابقا باسم كاليبرا، 27 شركة تعمل في مجال الدفع والتقنية والاتصالات والتسوق عبر الإنترنت ورأس المال المخاطر والمنظمات غير الربحية.

## عقبات تواجه المشروع
عانى مشروع العملة من عدة مشاكل منها:
تخوف السلطات المالية من أن يؤثر تداولها على استقرار الأسواق المالية.
الحظر الذي مارسته فرنسا وألمانيا على ليبرا باعتبار أنه «لايمكن لأي كيان خاص أن يطالب بالسلطة النقدية المتأصلة في سيادة الدول»
وكان وزير المالية الفرنسي برونو لو مير قد صرح أن العملة المشفرة من فيسبوك لن يُسمح لها بالتداول في أوروبا طالما بقيت التساؤلات حول السيادة والمخاطر المالية.
وكذا انسحاب مجموعة من الشركات من المشروع، ففي أكتوبر 2019 انسحبت كل من شركتي البطاقات المصرفية فيزا وماستر كارد، وكذلك منصة التجارة الإلكترونية إي باي، وخدمة الدفع الإلكتروني سترايب من مشروع ليبرا.
إضافة إلى مشكل الخصوصية، حيث أن تاريخ فيسبوك في انتهاك خصوصية المستخدمين يلقي بظلاله على المسألة.
الأمر الذي دفع فيسبوك إلى تغيير اسم عملتها لمحاولة تجاوز تلك العقبات لكن الأمر لم يحسم بعد

## لمحة تاريخية
سبق لفيسبوك تجربة العملة الافتراضية من قبل. ففي عام 2009، أصدرت الشركة اعتمادات فيسبوك، والتي أمكن استخدامها لشراء سلع افتراضية في الألعاب مثل لعبة فارم فل. لكن هذه الميزة لم تكتسب أي جاذبية، فأغلقتها فيسبوك بعد عامين.
في 12 فبراير 2012، تمت دعوة المستثمر وتقني العملات المشفرة في وادي السيليكون هوارد وو إلى مقر فيسبوك في مينلو بارك لمناقشة الآثار والفرص والمخاطر المتعلقة بتقديم أكثر من ملياري مستخدم عبر الإنترنت إلى تقنية بلوكشين.
في عام 2017 بدأت مورغان بيلر وهي موظفة جديدة في وحدة تطوير الشركات في فيسبوك، العمل على العملة المعماة و بلوكشين، وكانت في البداية الشخص الوحيد الذي يعمل على مبادرة بلوكشين على فيسبوك.
في مايو 2018 أسندت إدارة قسم بلوكشين إلى ديفيد ماركوس الذي كان يشغل منصب نائب الرئيس لمنتجات المراسلة ويشرف على فيسبوك ماسنجر، والذي استفاد الخبرة من عمله السابق كرئيس تنفيذي لباي بال وكذا عمله في مجلس إدارة كوينباس.
بعدها بأيام قليلة ظهرت تقارير عن قيام فيسبوك بالتخطيط لعملة مشفرة، ليتم الإعلان عن المشروع رسميًا في 18 يونيو 2019 ، تحت اسم ليبرا.
في 15 يوليو 2019، أعلن فيسبوك أن العملة لن يتم إطلاقها حتى تتم تلبية جميع المخاوف التنظيمية وحصول ليبرا على «الموافقات المناسبة». وبعدها بثلاث أيام في مجلس الشيوخ قال الرئيس التنفيذي لشركة فيسبوك مارك زوكربيرج في اجتماع له مع كبار قادة الديمقراطيين أن ليبرا لن يتم إطلاقها في أي مكان في العالم دون الحصول على موافقة أولية من المنظمين في الولايات المتحدة
في أكتوبر من عام 2019، غادرت العديد من الشركات منظمة ليبرا: فقد انسحبت بأي بال في 4 أكتوبر 2019، لتتبعتها إي باي وماستركارد وسترايب وفيزا و ومركادو ليبر في 11 أكتوبر وبوكنج هولدنج في 14 أكتوبر.
في ديسمبر 2020، تم تغيير اسم ليبرا إلى ديم، وأعيدت تسمية جمعية ليبرا إلى جمعية ديم. من المتوقع إطلاق العملة الجديدة في يناير 2021.

## مميزات العملة
ستتميز العملة المستقبلية بمجموعة مميزات:
رغم وصفها بأنها عملة معماة كبيتكوين، إلا أنها تختلف عن هذه الأخيرة بكونها لديها منظمة مركزية تنظم مختلف جوانبها، وهو شيء لا يوجد في البيتكوين.
في البداية حاولت فيسبوك دعم عملة ليبرا بأصول مالية مثل سلة العملات، وسندات الخزينة الأمريكية في محاولة لتجنب التقلبات. وقد أعلن فيسبوك أن كل من الشركاء سيضخون 10 ملايين دولار أمريكي مبدئيًا، لذلك ستتمتع ليبرا بدعم كامل للأصول في يوم افتتاحها. لكن اعتبارًا من يناير 2020، تم التخلي عن فكرة سلة العملات لصالح فكرة ربط العملة بالدولار.
توفير منصة لإجراء معاملات فورية ومنخفضة التكلفة وآمنة للغاية.
ستعتمد ديم في البداية على قيمة الدولار، مما سيجعلها مستقرة وبعيدة عن التقلبات عكس غيرها من العملات المشفرة.
سيتم اعتماد محفظة إلكترونية تسمى نوفي تمكن المستخدمين من تحويل واستلام الأموال دون رسوم

## الانتقادات
لا تزال نظرة السلطات المالية نظرة سلبية إلى العملة الجديدة كما كانت بخصوص سابقتها ليبرا فوزير المالية الألماني يرى بأن تغيير الاسم لا يعدو كونه تغييرا شكليا، فحسب رأيه: الذئب في ثياب الخراف يبقى ذئبا.
من خلال إطلاق عملتها المشفرة، لا يُستبعد أن تكون لفيسبوك في النهاية فكرة دقيقة بشكل مخيف عما يشتريه الناس. وتغذي تحسين حملاتها الإعلانية بهذه البيانات.
الغموض الذي لا زال يلف استخدام العملة ففي أحدث نسخة من الورقة البيضاء حول العملة المشفرة، لم يعد هناك أي ذكر للشركاء أو حالات استخدام ملموسة، كما أن فيسبوك في الأساس، وعد بالدفع عبر المحفظة نوفي، ولكن العملة أيضًا مدمجة مباشرةً في واتساب على سبيل المثال.

## وصلات خارجية
- الموقع الرسمي